# Bangui
Bangui er hovedstad og største by i den Centralafrikanske Republik. Byen har 790.000 (2014) indbyggere.